# Coupe d'Algérie de basket-ball 1990-1991
Navigation
Coupe d'Algérie 1989-1990 Coupe d'Algérie 1991-1992
La Coupe d'Algérie 1990-1991 est la 22e édition de la Coupe d'Algérie de basket-ball, compétition à élimination directe mettant aux prises des clubs de basket-ball amateurs et professionnels affiliés à la fédération algérienne de basket-ball.

## Seizièmes de finale
Matchs joués le .......

## Huitièmes de finale
| source : les résultats des 1/8 de finale parus sur el-moudjahid du samedi 6 avril 1991 page vii (7) dans le supplément sports -athlétic |                |                       |                        |                          |                          |
| 1 | 4,5 avril 1991 | USM Alger (D1)        | 73-47 (mi-temps 43-17) | USM Blida (D1)           |                          |
| 2 | 4,5 avril 1991 | NA Hussein Dey (D1)   | 75-60 (mi-temps 41-33) | SR Annaba (D1)           |                          |
| 3 | 4,5 avril 1991 | SC Miliana (D2)       | 67-88 (mi-temps 20-52) | IRB/ECTA Alger (D1)      |                          |
| 4 | 5 avril 1991   | CR Béni-Saf (D2)      | 73-107                 | MC Alger (D1)            | Palais des sports d'Oran |
| 5 | 4,5 avril 1991 | MB Béjaia             | 72-87                  | Université d'Oran (COUS) |                          |
| 6 | 4,5 avril 1991 | ARBEE Alger-Centre D2 | 63-93                  | RAMA Mouradia (D2)       |                          |
| 7 | 5 avril 1991   | CR Témouchent (D1)    | 63-82                  | MC Oran (D1)             | Salle opow de Bel-Abbès  |
| 8 | 4,5 avril 1991 | WA Boufarik (D1)      | 88-67                  | IRB El Harrach (D1)      |                          |

## Quarts de finale
| # | Date                        | Club 1                   | Résultat | Club 2         | Lieu                          |
| - | --------------------------- | ------------------------ | -------- | -------------- | ----------------------------- |
| 1 | Jeudi 2 mai 1991 a 14h 00   | USM Alger                | 67 - 69  | MC Oran        | Salle Moussa-Charef, Boufarik |
| 2 | Jeudi 2 mai 1991 a 15h 30 . | Université d'Oran (COUS) | 51 - 77  | RAMA Mouradia  | Sidi Bel-Abbès                |
| 3 | Vendredi 10 mai 1991        | MC Alger                 | 89 - 88  | IRB/ECTA Alger | Salle Harcha Hassan           |
| 4 | Vendredi 10 mai 1991        | NA Hussein Dey           | 72 - 55  | WA Boufarik    | Salle Harcha Hassan           |

## Demi-finales
| # | Date            | Club 1         | Résultat | Club 2             | Lieu                    |
| - | --------------- | -------------- | -------- | ------------------ | ----------------------- |
| 1 | 23 mai 1991     | MC Oran        | 63 - 58  | RAMA Mouradia (D2) | Salle opow de Bel-Abbès |
| 2 | 13 janvier 1992 | IRB/ECTA Alger | 71 - 75  | NA Hussein Dey     | Salle Harcha Hassan     |

## finale
Source
| Date            | Vainqueur      | Finaliste | Score | Lieu                |
| --------------- | -------------- | --------- | ----- | ------------------- |
| 19 janvier 1992 | NA Hussein Dey | MC Oran   | 63-61 | Salle Harcha Hassan |